# Calibanus
Calibanus es un género con dos especies de plantas con flores perteneciente a la familia Asparagaceae, anteriormente Ruscaceae, nativo del norte y centro de México (San Luis Potosí).

## Descripción
Son plantas perennes xerófitas que alcanza 90 cm de altura. Las hojas son largas, como cristal, azuladas. Las flores son pequeñas de color rosa. Necesita agua moderada cuando crece y poca agua el resto del tiempo. Se propaga por semillas. Está relacionada estrechamente con el género Nolina.

## Taxonomía
El género fue descrito por Joseph Nelson Rose  y publicado en Contributions from the United States National Herbarium 10: 90. 1906. La especie tipo es: Calibanus caespitosus (Scheidw.) Rose. 

## Especies
- Calibanus glassianus L.Hern. & Zamudio (2003).
- Calibanus hookeri (Lem.) Trel. (1911).